# Colin Ross
Colin Ross (Dailly, 29 agosto 1962) è un ex calciatore scozzese, di ruolo centrocampista.

## Carriera
Nel 1978 lascia le giovanili dell'Ayr Utd per trasferirsi in quelle del Middlesbrough, club della prima divisione inglese, che nella stagione 1980-1981 lo aggrega alla propria prima squadra: il suo esordio vero e proprio avviene all'età di diciotto anni il 20 marzo 1981, nella partita di campionato persa per 1-0 sul campo del Southampton; nel prosieguo della stagione gioca poi ulteriori 4 partite. Nella stagione 1980-1981, che il Boro termina all'ultimo posto in classifica (e quindi con una retrocessione in seconda divisione), Ross gioca con maggiore continuità, disputando 22 partite di campionato. Rimane poi in rosa anche nella stagione 1982-1983, nella quale gioca altre 13 partite con il club biancorosso; sempre in questa stagione trascorre poi un periodo in prestito al Chesterfield, con cui disputa 6 partite nella terza divisione inglese.
Nell'estate del 1983 scende di categoria, firmando un contratto con il Darlington, club di quarta divisione, con cui rimane per due anni consecutivi (il secondo dei quali terminato con la conquista di una promozione in terza divisione) in questa categoria, nella quale gioca in totale 14 partite. Prosegue poi la carriera a livello semiprofessionistico.